# 5232 Jordaens
5232 Jordaens (1988 PR1) là một tiểu hành tinh vành đai chính được phát hiện ngày 14 tháng 8 năm 1988 bởi E. W. Elst ở Đài thiên văn Haute-Provence.